# Calathea harlingii
Calathea harlingii är en strimbladsväxtart som beskrevs av H.A.Kenn. Calathea harlingii ingår i släktet Calathea och familjen strimbladsväxter. Inga underarter finns listade.